# L'afrance
L'afrance è un film del 2001 diretto da Alain Gomis.